# Glia de Müller
A glia de 'Müller', ou células de Müller, são um tipo de células gliais retinais. Elas são encontradas na retina de vertebrados e tem papel de suporte dos neurônios da retina. Elas são o tipo de célula glial mais comumente encontrado na retina. Elas são encontradas por toda a espessura da retina neural.  
A função principal das células de Müller é manter a estabilidade do meio extracelular através da regulação da captação de K*, captação de neurotransmissores, remoção de detritos, armazenamento de glicogênio, isolamento elétrico de neurônios e suporte mecânico da retina neural.

## Papel no desenvolvimento
Já foi demonstrado que a glia de Müller é fundamental para o desenvolvimento da retina em camundongos, promovendo o crescimento da retina e histogênese através de um mecanismo mediado por  esterases não específico. As células de Müller também podem servir como células guias para os axônios em crescimento de neurônios na retina de galinhas. Estudos usando o modelo em peixe-zebra da síndrome de Usher indicam que essas células tem um papel na sinaptogênese, a formação de sinapses.

## Apoio neuronal
Como células gliais, a glia de Müller glia possui um papel secundário, mas importante em relação aos neurônios. Como tal, as células de  Müller são mediadores importantes da degradação de neurotransmissores (acetilcolina e GABA especificamente) e manutenão de um microambiente favorável na retina de tartarugas. A glia de Müller também pode ser importante na indução da enzima glutamina sintase em embriões de galinha, que é uma importante enzima na regulação das concentrações de glutamina e amônia no sistema nervoso central. A glia de Müller é, além disso, fundamental para a  a transmissão de luz através da retina de verterados devido ao seu formato único de funil e  sua orientação na retina, além de outras propriedades.

## Uso na pesquisa
A glia de Müller glia vem sendo estudada devido ao seu papel em regeneração neural, fenômeno não conhecido em humanos. Estudos na área, tanto com retina de peixe-zebra como de galinha já foram desenvolvidos, mas com o mecanismo permanecendo obscuro. Estudos seguintes em camundongo mostraram que essas células começam a se desdiferenciar e possuem marcadores de ciclo celular sem, no entanto, completar mitose, o que indica que há um bloqueio do processo de regeneração único para  mamíferos. Estudos em modelos humanos demonstraram que as células de Müller tem potencial para servirem como células-tronco para a retina de adultos além de serem progenitores eficientes de bastonetes fotorreceptores.
Em consequência de dano na retina, já foi mostrado, em peixe-zebra, que as células de Müller passam por desdiferenciação em células  multipotentes progenitoras. A célula progenitora pode então dividir e se diferenciar em diversos tipos de célula da retina, incluindo  fotorreceptores, que podem ter sido danificados Adicionalmente, pesquisas subsequentes mostraram que a glia de Müller pode agir como coletora de luz no olho de  mamíferos, de forma análoga a uma placa de fibra óptica, afunilando a luz até os bastonetes e cones.